# Château de Tomioka
Le château de Tomioka (富岡城, Tomioka-jō) se trouve à Kyūshū. Durant le XVIIe siècle, c'est le château de Terasawa Katataka, daimyo qui joue un rôle décisif dans la répression de la rébellion de Shimabara.